# 大輪靖宏
大輪 靖宏（おおわ やすひろ、1936年（昭和11年）4月6日 - ）は、日本の俳人・日本文学研究者。専門は日本近世文学。上智大学名誉教授。公益社団法人日本伝統俳句協会副会長、国際俳句交流協会常務理事、慶大俳句丘の会会長、横浜俳和会顧問、和の句会主宰。

## 経歴
東京府東京市蒲田区生まれ。山梨県、福岡県、大阪府で育ち、大阪府立豊中高等学校を経て、1960年、慶應義塾大学文学部国文学科卒業。同年、日本テレビに入社するも退職し、1961年、慶應大学大学院文学研究科国文学専攻に進学。1968年、博士課程単位取得満期退学。1970年、同大学附属研究所国際センター専任講師、1973年、上智大学文学部専任講師、1974年、助教授、1981年、教授。1990年、「上田秋成文学の研究」で慶應義塾大学文学博士。2002年、上智大学を定年退職、特別契約教授に就任。2007年、上智大学退職、同大学名誉教授。
2005年、社団法人日本伝統俳句協会理事。2016年、横浜文学賞受賞。

## 著書
- 『上田秋成文学の研究』 笠間書院 笠間叢書、1976
- 『上田秋成 その生き方と文学』 春秋社、1982
- 『芭蕉俳句の試み 響き合いの文学』 南窓社、1995
- 『花鳥諷詠の論 日本文化の一典型としての俳句』 南窓社、1996
- 『書斎の四次元ポケット 句集』 ふらんす堂、2002
- 『俳句に生かす至言』 富士見書房、2002
- 『夏の楽しみ 句集』 角川書店、2007
- 『俳句の基本とその応用』 角川学芸ブックス、2007
- 『待つ女の悲劇』 新典社新書、2008
- 『大輪靖宏句集』 俳句ネット〈日本伝統俳句協会新叢書シリーズ 〉、2011

### 訳註
- 上田秋成『雨月物語 現代語訳対照』訳注 旺文社文庫、1979

### 記念論文集
- 『江戸文学の冒険』編 翰林書房、2007